# Grigori Borissowitsch Bernandt
Grigori Borissowitsch Bernandt (russisch Григорий Борисович Бернандт, wiss. Transliteration Grigorij Borisovič Bernandt; geb. 8. Apriljul. / 21. April 1905greg. in Vilnius, Litauen, Russisches Kaiserreich; gest. 23. November 1978 in Moskau, Sowjetunion) war ein litauisch-sowjetischer Musikwissenschaftler. Er beschäftigte sich mit dem Quellenstudium, Textkritik, Lexikographie und der russischen klassischen Musik und war Verfasser einer Reihe von Nachschlagewerken.

## Biografie
Bernandt wurde 1905 in Vilnius (Wilna) in Litauen geboren. 1922–1924 studierte er Violine bei Konstantin Mostras am Moskauer Konservatorium, 1925–1929 am Leningrader Konservatorium bei Emmanuil Krüger und Ilja Seligman, 1929–1931 wieder am Moskauer Konservatorium bei Jakow Rabinowitsch. Er absolvierte 1933 das Moskauer Konservatorium an der Fakultät für Geschichte und Theorie (Klassen für Musikgeschichte von Michail Iwanow-Borezki und Arnold Alschwang). In den Jahren 1934–1936 war er in Swerdlowsk Musikredakteur des Rundfunkkomitees, Lehrer für Musikgeschichte an einer Musikschule, Rezensent für die Zeitung Uralski rabotschi (Уральский рабочий) und Lektor. In den Jahren 1936–1938 war er in Rostow am Don Lehrer für Musikgeschichte an einer Musikschule, Dozent in der Regionalen Philharmonischen Gesellschaft und Rezensent für die Zeitung „Molot“ (Молот). In den Jahren 1938–1940 unterrichtete er einen Kurs über die Geschichte der russischen Musik an der Gnessin-Musikschule in Moskau. Von 1948 bis 1950 war er Leiter der Abteilung der Zeitschrift Sowjetische Musik (Советская Музыка).

## Publikationen (russisch)
- Tschaikowski. Eine kurze Skizze von Leben und Werk (Moskau, 1940)
- S. I. Tanejew (Monographie, Moskau, 1950)
- S. I. Tanejew. Vortrag (Moskau, 1951)
- Sowjetische Komponisten – Preisträger des Staatspreises der UdSSR (Nachschlagewerk, Moskau, 1952)
- S. I. Tanejew (Moskau, 1956)
- Sowjetische Komponisten (kurzes biographisches Verzeichnis, zusammen mit Alexander Dolschanski, Moskau, 1957)[3]
- Lexikon der Oper. Erstaufführungen oder -ausgaben im vorrevolutionären Russland und der UdSSR (1736–1959). (Moskau, 1962)
- Alexander Benois und die Musik (Moskau, 1969)
- W. F. Odojewski und Beethoven. Eine Seite aus der Geschichte des russischen Beethoven (Moskau, 1971)
- Wer schrieb über Musik? Ein biobibliographisches Lexikon der Musikkritiker und Musikschriftsteller im vorrevolutionären Russland und in der UdSSR. (zusammen mit I. M. Jampolski, Moskau, 1971)

Er war einer der Herausgeber der Sammlung. Musikalisches Erbe (Музыкальное наследство) und hat zahlreiche Artikel in Sowjetische Musik und Musikleben (Музыкальная жизнь) verfasst sowie Beiträge und Kommentare zu verschiedenen weiteren Publikationen.